# Mirandino upozorenje
Mirandino upozorenje je upozorenje koje policija u SAD-u daje osumnjičenicima neposredno nakon uhićenja ili ispitivanja. Mirandino upozorenje dio je preventivnog proceduralnog prava koje su policijski službenici dužni neposredno prenijeti ispitivanoj osobi kako bi ona bila svjesna svojih prava iz 5. amandmana koje se odnose protiv primoranog samooptuživanja.

## Porijeklo
Koncept Mirandinog prava zajamčen je zakonom SAD-a nakon odluke Vrhovnog suda Sjedinjenih Američkih Država o predmetu Miranda protiv Arizone 1966. godine.
Ernesto Arturo Miranda bio je uhićen i osuđen za oružanu pljačku, otmicu i silovanje na temelju neizravnih okolnosti. Pri ispitivanju je potpisao formular o krivnji, no prije potpisivanja mu niti jednom nije obznanjeno da ima pravo na šutnju, na pravni savjet (odnosno branitelja) niti da njegove izjave mimo formulara mogu biti upotrijebljene protiv njega u sudskom procesu.
Iz tog je razloga Vrhovni sud, iako je Miranda priznao krivnju, procijenio da izjava koja tereti osumnjičenika neinformiranog o svojim pravima izravno krši 5. amandman i 6. amandman Američkog Ustava, pravo na branitelja te pravo protiv samookrivljavanja.